# Wando-gun
Wando-gun (hangul: 완도군, hanja: 莞島郡) är en landskommun (gun)  i den sydkoreanska provinsen Södra Jeolla. Den består av en arkipelag med 54 bebodda öar och 211 obebodda öar. Vid slutet av 2020 hade kommunen 52 128 invånare. Femtio år tidigare, år 1970, hade kommunen 145 339 invånare.
Administrativt är kommunen indelad i tre köpingar (eup) och nio socknar (myeon): 
Bogil-myeon,
Cheongsan-myeon,
Geumdang-myeon,
Geumil-eup,
Gogeum-myeon,
Gunoe-myeon,
Nohwa-eup,
Saengil-myeon,
Sinji-myeon,
Soan-myeon,
Wando-eup och
Yaksan-myeon.

## Karta
| Klickbar karta med Wando-guns administrativa indelning: Wando-eup Geumil-eup Nohwa-eup Gunoe- myeon Sinji-myeon Gogeum- myeon Yaksan- myeon Cheongsan- myeon Soan- myeon Geumdang- myeon Bogil-myeon Saengil- myeon Haenam-gun Jangheung-gun Goheung-gun |